# فرودگاه ایپسوییچ
فرودگاه ایپسوییچ (به انگلیسی: Ipswich Airport) یک فرودگاه تعطیل با کد یاتا IPW است که یک باند فرود چمن دارد و طول باند آن ۱٬۰۵۰ متر است. این فرودگاه در کشور انگلستان قرار دارد و در ارتفاع ۳۹ متری از سطح دریا واقع شده است.